# 黃恩培
黃恩培，贵州平壩人，清朝政治人物、同進士出身。
嘉慶七年（1802年）壬戌科進士，三甲一百二十四名，官至知縣。